# シップス (ファッションブランド)
株式会社シップス（SHIPS）は、東京都中央区銀座に本社を置く、衣類や小物などを販売するセレクトショップ「SHIPS」を運営する企業である。BEAMS（ビームス）、UNITED ARROWS（ユナイテッドアローズ）とともにセレクトショップの御三家と呼ばれる。

## 概要
1952年、東京・上野のアメ横の1坪半の区画に「三浦商店」（途中から店名をミウラに変更）として店を出した。その後1975年に有限会社ミウラを設立し東京都渋谷区道玄坂にて「ミウラ＆サンズ」を開店したのがSHIPSとしての始まりである。
1977年、銀座に「SHIPS」1号店をオープンし、SHIPSブランドで店舗展開した。その後の好調な業績により、名古屋、札幌、仙台、神戸、大阪など日本各地に進出していった。
大手セレクトショップとしてライバルにあたるビームスやユナイテッドアローズとは異なり、どちらかというと大人向けの商品をメインに展開している（ビームスやユナイテッドアローズは多店舗拡大路線に変更して以降、顧客の平均年齢が下がった）。
- 店舗数：80以上（2022年6月現在）

・LABEL (SHIPS) (SHIPS for women)  (SHIPS Primary Navy Label)
(SHIPS any) (SHIPS KIDS) (Southwick)